# Magurka Straceńska

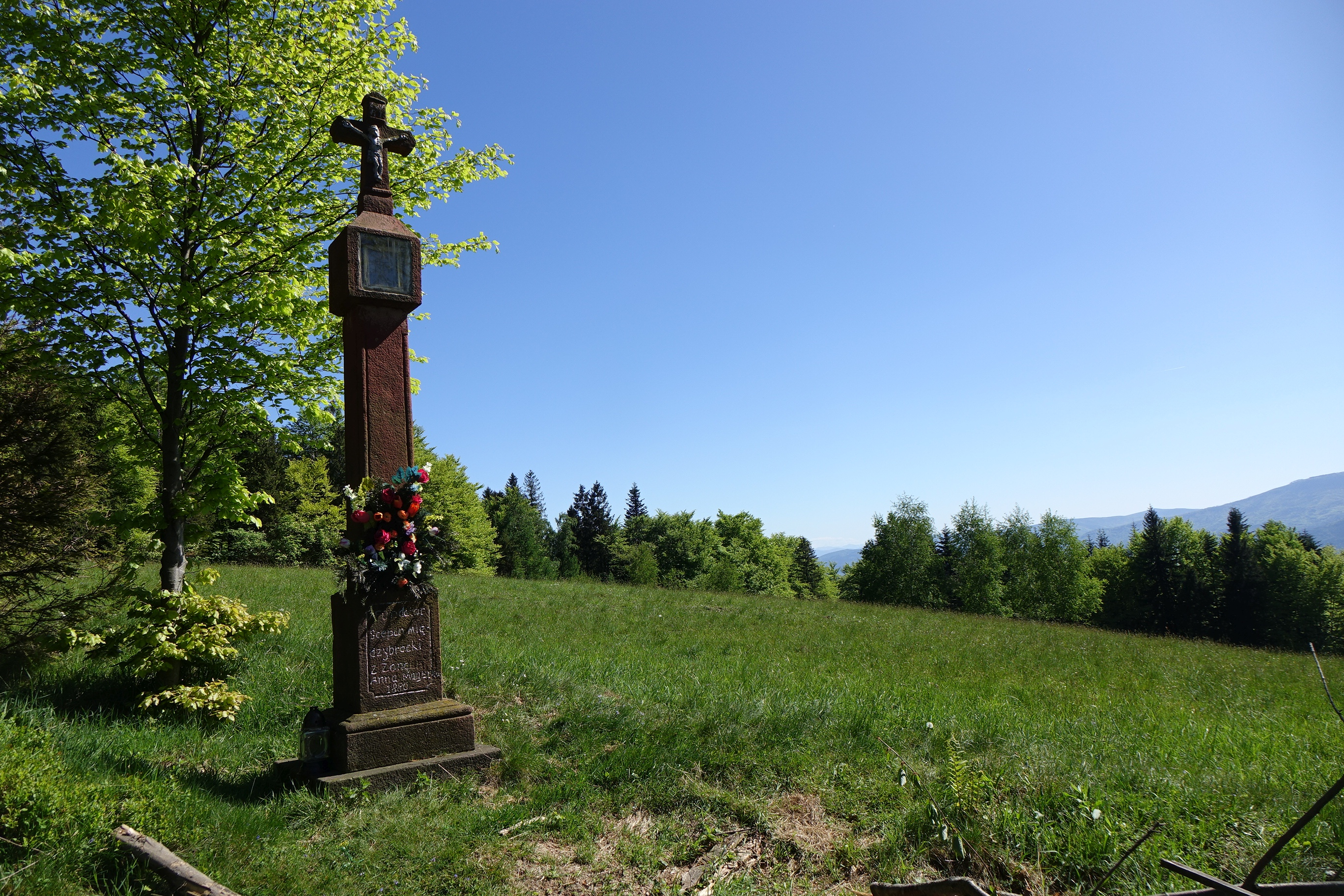
Kamienny krzyż na skraju polany

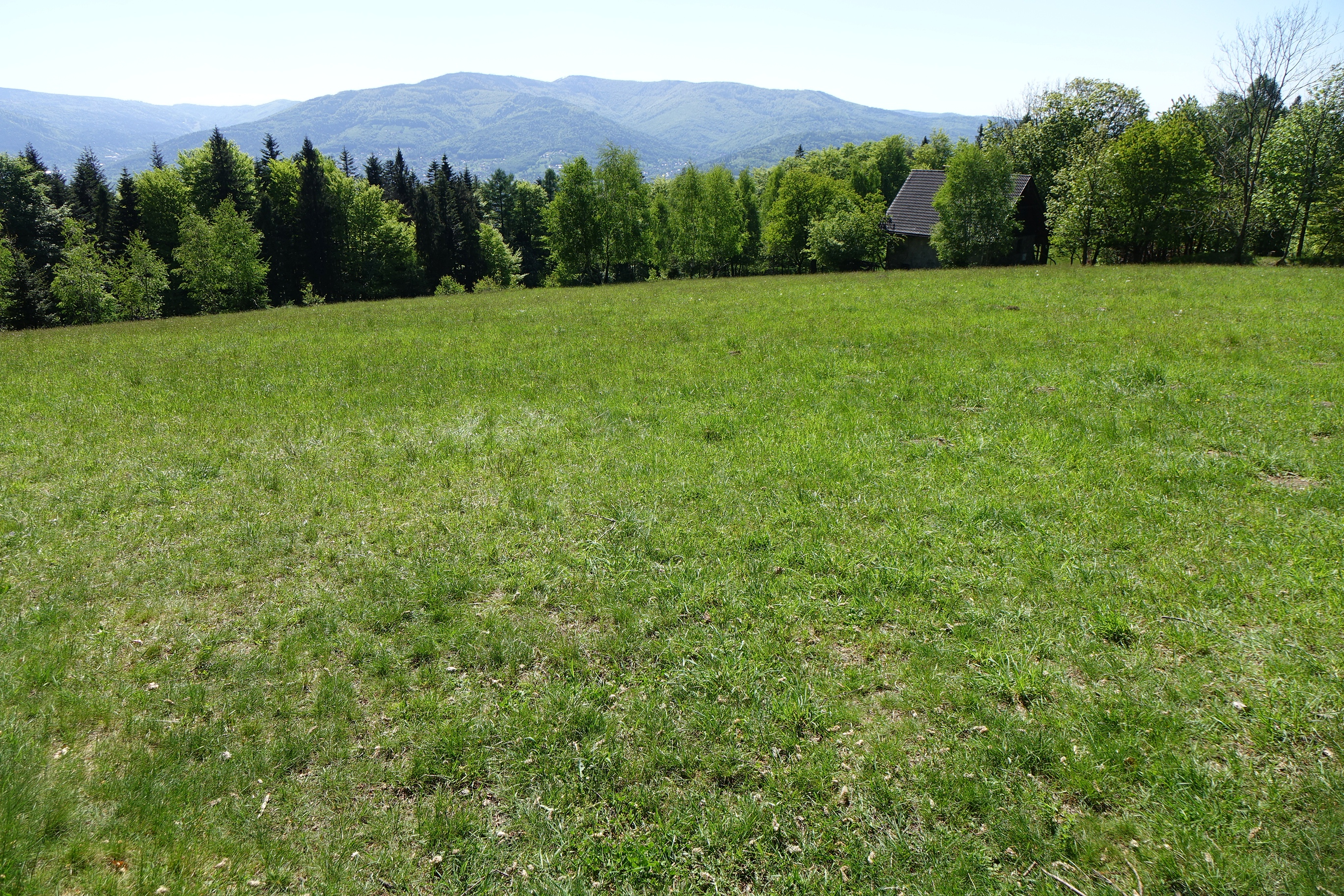
Widok na Beskid Śląski

Magurka Straceńska – polana z dwudomowym osiedlem na grzbiecie łączącym Rogacza (828 m) z Magurką Wilkowicką w Beskidzie Małym. Administracyjnie należy do Straconki – dzielnicy miasta Bielsko-Biała w województwie śląskim, w powiecie bielskim. Magurka Straceńska znajduje się na grzbiecie i jego górnym, lekko opadającym na północ stoku. Grzbietem biegnie granica między Straconką a wsią Wilkowice, również w powiecie bielskim, na opadającym na południe stoku grzbietu znajduje się tutaj kilka polan należących do Wilkowic, niektórym z nich nadano nazwy; Waligórka, Waliczkula, Czubkula, Wilcza Kopa, Pastrzenica i na niektórych z nich są domy. Grzbietem, obok polan Waliczkula, Magurka Straceńska i polany bez nazwy biegną trzy szlaki turystyczne.
W dolnej części polany stoi kamienny krzyż ufundowany przez Szczepana i Annę Międzybrodzkich, w górnej części ufundowana przez Jana i Annę Kaników kamienna kapliczka św. Józefa wykonana w 1879 r. Wypływa w jej pobliżu źródło wody niewysychające nawet podczas długotrwałej suszy. Figurka ta i źródło otrzymały niemiecką nazwę Josefsberg, a polana była miejscem, na którym w XIX wieku mieszczanie Bielska-Białej urządzali pikniki, palili ogniska i podziwiali widoki gór.
Przez polanę przebiegają trzy szlaki turystyczne:
 Mikuszowice Krakowskie – Polana pod Rogaczem – Rogacz – Magurka Straceńska – Schronisko PTTK na Magurce Wilkowickiej. Suma podejść 517 m, odległość 3,8 km, czas przejścia 1:45 godz.
 Wilkowice – Polana pod Rogaczem – Rogacz – Magurka Straceńska – Schronisko PTTK na Magurce Wilkowickiej. Suma podejść 498 m, odległość 3,6 km, czas przejścia 1:43 godz.
 Bielsko-Biała Straconka – Przełęcz Łysa – Rogacz – Magurka Straceńska – Schronisko PTTK na Magurce Wilkowickiej. Suma podejść 508 m, odległość 4,8 km, czas przejścia 2:02 godz.